# Exarca
En el Imperio bizantino, un exarca (en griego antiguo: ἔξαρχος exarchos; que pasó al latín como exarchus) fue un gobernador con extendida autoridad sobre una provincia localizada a cierta distancia de la capital Constantinopla. La situación prevalente los involucró con frecuencia en operaciones militares.
En las iglesias cristianas orientales (iglesia ortodoxa, iglesias ortodoxas orientales y católicas orientales), el término exarca tiene dos usos diferentes: el diputado de un patriarca, o un obispo que tiene autoridad sobre otros obispos sin ser un patriarca (por lo tanto, una posición entre la de patriarca y metropolitano); o bien, un obispo nombrado sobre un grupo de fieles que aún no es lo suficientemente grande o no está lo suficientemente organizado como para constituirse en una eparquía/diócesis (de ahí el equivalente de un vicario apostólico).

## Imperio bizantino
En la administración civil del Imperio bizantino el exarca era, como se ha indicado anteriormente, el virrey de una provincia grande e importante. Los exarcados fueron una respuesta al debilitamiento de la autoridad imperial en las provincias y fueron parte del proceso general de unificación de cargos civiles y militares, iniciado en forma temprana por Justiniano I, que conduciría finalmente a la creación del sistema de los thema por el emperador Heraclio.
Después de la disolución del Imperio de Occidente a finales del siglo V, el Imperio Romano de Oriente se mantuvo estable hasta principios de la Edad Media, conservando la capacidad de expansión futura. Justiniano I reconquistó el norte de África, Italia, Dalmacia y por último, partes de España para el Imperio Romano de Oriente. Sin embargo, esto acarreó una increíble tensión en los recursos limitados del Imperio. Los emperadores posteriores no se entregarían a la reconquista de tierras para remediar la situación. Así, el escenario estaba listo para que el emperador Mauricio estableciese los exarcados para hacer frente a la situación en constante evolución de las provincias.
En Italia los lombardos eran la principal oposición al poder bizantino. En el norte de África, los príncipes amaziges o bereberes eran un poder ascendente debido a la debilidad romana fuera de las ciudades costeras. Los problemas asociados con muchos enemigos en varios frentes (los visigodos, en España; los eslavos y ávaros, en los Balcanes; los persas sasánidas, en Oriente Medio; y los amaziges en el norte de África) forzaron al gobierno imperial a descentralizar y delegar el poder a las antiguas provincias. 
El término exarca se refiere comúnmente al exarca de Italia, que gobernó la zona de Italia y Dalmacia, que aún permanecía bajo control bizantino después de la invasión lombarda de 568. La sede del exarcado fue Rávena, de ahí que sea conocido como el exarcado de Rávena. Rávena siguió siendo la sede del exarca hasta la revuelta de 727 sobre la iconoclasia. A partir de entonces, la creciente amenaza de los lombardos y la división entre la cristiandad del este y del oeste que la iconoclasia causó, hizo que la posición del exarca fuera cada vez más insostenible. El último exarca fue asesinado por los lombardos en 751.
Mauricio creó un segundo exarcado para administrar el norte de África, anteriormente una separada ex-prefectura pretoriana, las islas del Mediterráneo occidental y las posesiones bizantinas en España. La capital del exarcado de África fue Cartago. El exarcado demostró ser tanto económica como militarmente fuerte, y sobrevivió hasta la conquista árabe musulmana de Cartago en el año 698.